# Akihiro Nishimura
Akihiro Nishimura (jap. 西村 昭宏 Nishimura Akihiro; ur. 8 sierpnia 1958) – japoński piłkarz, reprezentant kraju.

## Kariera klubowa
Od 1981 do 1991 roku występował w klubie Yanmar Diesel.

## Kariera reprezentacyjna
W reprezentacji Japonii Akihiro Nishimura zadebiutował 18 czerwca 1980 roku. W reprezentacji Japonii Akihiro Nishimura występował w latach 1980–1988. W sumie w reprezentacji wystąpił w 49 spotkaniach.

## Statystyki
| Reprezentacja Japonii | Reprezentacja Japonii | Reprezentacja Japonii |
| Rok                   | Mecze                 | Gole                  |
| --------------------- | --------------------- | --------------------- |
| 1980                  | 1                     | 0                     |
| 1981                  | 13                    | 0                     |
| 1982                  | 2                     | 0                     |
| 1983                  | 10                    | 0                     |
| 1984                  | 1                     | 0                     |
| 1985                  | 8                     | 2                     |
| 1986                  | 5                     | 0                     |
| 1987                  | 8                     | 0                     |
| 1988                  | 1                     | 0                     |
| Razem                 | 49                    | 2                     |